# 공기업
공기업(公企業)이란 중앙정부 또는 지방정부가 출자하였거나 거의 대부분의 지분을 소유하는 기업을 말한다. 즉 공기업은 중앙정부나 지방정부가 수행하는 사업 가운데 기업적인 성격의 것을 수행하는 기관이라고 할 수 있다. 이 기업적인 성격이란 정부가 물품, 또는 그 서비스를 국민(공중)에게 제공할 때에 그 대가(對價)를 받아들이는 경우를 가리킨다. 이것은 넓은 의미에서 일반 행정적인 사업과는 구분되고 있다.
이 공기업의 개념에 대해서는 이른바 소유 주체설(所有主體說)과 지배 주체설(支配主體說)이 대립하고 있다. 전자는 국가 또는 지방 자치 단체가 ‘소유’하는 기업으로 한정(全額出資)하고 있고 사인(私人)의 출자(出資)가 개재된 경우(공사 혼합 기업)는 제외한다. 후자는 국가 또는 지방 자치 단체가 ‘소유’보다는 ‘지배의 주체’인 기업을 가리켜 공기업이라 하는데, 국가나 지방 자치 단체의 전액 출자의 경우는 물론 사인의 출자와 지배의 관여(공사 혼합)가 있는 때에도 국가 및 지방 자치 단체에 의한 지배가 결정적이고 계속적이면 공기업의 범위에 든다고 주장하고 있다. 대한민국에서는 주식회사의 형태를 지닌 경우도 공기업으로 여기는 업체가 존재하기 때문에 소유 주체설보다는 지배 주체설을 따르고 있는 셈이다.
공기업은 선·후진국을 막론하고 그 중요성이 점증하고 있다. 제2차 세계 대전 후에 영국 및 프랑스에서는 대규모적인 국유화 정책(國有化政策)의 실현으로 공기업이 격증했고, 이탈리아 역시 1930년대에 들어서면서 사기업(私企業)의 도산(倒産)에 대처코자 공기업화 정책에 박차를 가하게 된 것이다. 또한 단시일 내에 비약적인 경제성장을 꾀하려는 후진권(後進圈)에서도 자본 육성의 부진 등의 이유로 꽤나 넓은 범위에 걸쳐 공기업화가 이루어짐을 본다. 프리드먼(W. Friedman) 교수는 각국의 공기업 발달을 (1) 민간 자본의 부족, (2) 국방상 및 전략상의 고려, (3) 독점적 서비스의 필요, (4) 정치적 신념에 그 배경을 찾고 있다.

## 공기업의 개념
공기업의 개념을 크게 나누면 (1) 공익 기업(公益企業 : public utility), (2) 공사(公社 : public corporation, government corporation), (3) 공공 기업체(公共企業體), (4) 공영 기업(公營企業)이다.

### 공익기업
전기·수도·가스·도로·철도 등의 그 제공되는 서비스가 공중(公衆)의 일상생활에 필요불가결한 사업으로, 그 사업의 부진 또는 중단이 공중의 생활에 크게 불편을 주는 독점성(獨占性)이 높은 사업에 종사하는 기업을 공익 기업이라고 한다. 그러나 이는 사업 성격의 공중성이 중시되며, 공익 기업이 곧 공기업은 아니다. 미국을 비롯한 서방 각국에서는 민영(民營)의 공익 기업이 적지 않다.
요약하면 공익 기업이란 어디까지나 사업 종류의 하나일 뿐 공기업과는 전혀 다른 평면 개념(平面槪念)이다. 따라서 공익 기업은 공기업인 공익 기업과 민영 공익 기업으로 구분된다.

### 공사
공사는 공기업의 하나의 형태이며, 이는 공기업이라는 넓은 개념 속에 포함된다. 따라서 개념상 정부 부처의 형태를 지닌 공기업, 주식회사의 형태를 지닌 공기업, 공사형태를 지닌 공기업으로 분류된다.

### 공공기업체
일본의 경우 공사와 공공 기업체를 동의어로 보는 경향이 짙다(占部 교수 등). 즉 일본의 ‘공공 기업체 등 노동관계법’은 대한민국에서의 공사를 공공 기업체로 규정하고 있다. 동법에서는 국유 철도(國有鐵道)·전신전화 공사(電信電話公社)·전매 공사(專賣公社)를 공공 기업체로 명시(明示)하고 있는 것이다.

### 공영기업
공기업을 가리켜 공영 기업이라고 하는 경향도 있으나, 이는 공기업으로 부르는 것이 타당하다. 또 대한민국에서 말하는 지방 공기업을 일본에서는 실정법(實定法)에서도 공영 기업 또는 지방 공영 기업이라고 하나, 이 역시 지방 공기업으로 부르는 것이 옳다고 본다.

## 공기업의 분류
공기업의 분류는 그 관점에 따라 각양각색임을 알 수가 있다. 그러나 대체로 이를 사업의 종류에 따라 (1) 공익사업, (2) 금융 및 보험, (3) 다목적 개발사업, (4) 기존 기간산업(旣存基幹産業), (5) 신산업(新産業), (6) 문화 활동으로 나누고, 그 형태에 따라 ① 정부 부처 형태의 공기업(정부 기업), ② 주식회사 형태의 공기업, ③ 공사로 분류한 다음, 그 출자 구분(出資區分)에 따라 국가 공기업과 지방 공기업으로 나눈다.

## 사업 분류별 공기업
사업 분류별로 윌리엄 로브슨(William A. Robson) 교수의 분류에 따르면 다음과 같다.

### 공익사업
공익사업은 그 개념을 전술한 바 있었으나, 첫째 그 서비스가 공중의 일상생활에 필요불가결한 것이므로 국가나 지방 자치 단체가 규제 또는 소유·경영을 요하는 것이어야 하며, 둘째 그것이 독점적인 성격을 지니는 사업이어야 한다. 공익사업은 미국의 경우를 제외하고는 대다수 국가가 이를 공기업화하고 있다.
즉, 영미(英美) 두 나라는 예외이나 50여 개국 철도는 이미 제2차 세계 대전 전부터 국유화되었으며, 이탈리아·독일·스위스 등은 19세기 말에 철도의 공기업화를 단행한 바 있다. 영국 역시 제2차 세계 대전 후에는 철도를 국유화시켰다.
미국의 경우에도 운수 사업을 시영화(市營化)하고 있음을 본다. 전신·전화사업 역시 거의 대부분의 나라에서 국영화시켰는가 하면, 상수도(上水道) 사업에 이르러서는 미국조차도 공기업화한 도시가 적지 않고, 발전·송배전(送配電)·가스의 공급 역시 공기업화한 도시가 상당수에 달한다.

### 금융 및 보험
중앙은행의 국유화는 이미 상식에 속한다. 특수 은행 역시 공기업화하고 있는 나라가 많으며 미국에서도 농지 은행(農地銀行 : Farm Land Bank)·연방 중기 은행(聯邦中期銀行 : Federal Intermediate Credit Bank) 및 생산금융 공사(生産金融公社) 등 특수 은행이 공기업화되어 있다.
나라에 따라서는 시중 은행 역시 공기업화하고 있는 예가 있다. 프랑스의 4대 시중 은행, 이탈리아의 3대 시중 은행이 그것이다. 정부기관인 예금보험공사가 대주주인 대한민국의 우리은행도 이 범주에 속한다.
보험업 역시 프랑스에서는 보험료 총소득의 35%를 차지하는 35개의 보험 회사가 공기업화되어 있다. 뉴질랜드는 정부가 생명 보험 회사를 운영하고 있으며. 미국에서는 연방 곡물 보험 공사(聯邦穀物保險公社 : Federal Crop Insurance Corporation)를 비롯한 많은 국영 보험업체가 있다.
대한민국의 경우, 보험업은 사기업 형태를 취하지만 공익의 보호를 목적으로 주무부서인 국무총리의 감독하에 금융위원회를 설치하여 강력한 통제·조정력을 행사하고 있다.

### 다목적 개발사업
미국의 경우, 가장 널리 알려진 테네시 협곡 개발사업국(峽谷開發事業局, Tennessee Valley Authority, TVA)이 있다. 이것은 1933년 프랭클린 루스벨트 대통령의 뉴딜 정책의 일환으로 설립된 것인데, 7개주에 걸쳐 그 사업망이 펼쳐 있고, 400만 평방마일의 광대한 지역에서 홍수 방지·하천 및 수운 개선(水運改善), 영농의 현대화, 토양(土壤) 및 광물 자원의 보존, 치산치수·동력 개발 등 여러 가지 목적 아래 의욕적인 사업을 벌였다.
TVA는 예상 외로 성공을 거두어 여러 나라가 이를 모방(인도·오스트레일리아·파키스탄·터키·이스라엘·프랑스 등)하여 하천·유역 개발 사업을 실천에 옮겼거나 계획 중에 있다. 대한민국에서도 금강유역(錦江流域) 등 5대강(五大江) 유역 개발사업을 국제 협력하에 추진·완료하였다.
이와는 약간 다른 성격의 것으로 1977년 ‘파나마 운하 조약’ 체결 이전까지 파나마 운하의 관리·운영을 맡고 있었던 파나마 운하 회사는 100% 미국 정부가 출자했었는데, 파나마 운하 지대에서 기업적인 각종 사업을 벌였다. 그런가 하면 주정부(州政府) 레벨에서 운영하는 뉴욕 항만국(New York Port Authority)과 시카고 운수국(Chicago Metropolitan Transit Authority)의 존재도 다목적 개발사업의 하나로서 이색적이다.
새 도시의 건설을 담당하는 영국의 개발 공사도 색다른 다목적 개발사업이며, 또한 유명한 식민지 개발 공사(Colonial Development Corporation)도 특수한 범주에 속한다.

### 기존 기간사업
본래는 사기업으로 출발했으나 후에 국유화 정책에 따라 공기업화된 각종 산업을 포함하는데, 영국·프랑스·이탈리아 등에서 국유화된 석탄·철강·석유 정제(石油精製) 등이 그 예이다.

### 신산업
후진국의 경우, 공기업의 생성 요인은 ‘민간 자본의 부족’에서 찾을 수 있을 뿐 아니라 루이스(Lewis)가 말하는 ‘개척적 기능(開拓的機能 : pioneering function)’에서도 찾을 수가 있다. 선진국과는 달리 후진국에서는 경험이 풍부한 기업가가 적다. 따라서 장차 수익성이 높은 기업임에도 민간 기업가들은 경험이 없고 위험 부담률이 커서 사업의 뚜렷한 전망을 세우지 못해 손을 대지 못하는 예가 많으므로 정부가 그 분야를 직접 개척하게 된다. 후진국의 새로운 산업이 거의 공기업에 의해 비롯되는 까닭이 바로 그것이다.
일본은 당초에 정부가 공기업을 통해 기간사업을 일으키고, 적절한 시기에 가서 이를 민영화시킴으로써 그 비약적인 경제성장을 이룩했던 것이다. 해운·조선·광업·방직·시멘트·유리·제지 등이 그러했다.
대한민국의 경우 대한민국종합화학·대한민국석유시추 등이 그 대표적인 예에 속한다.

### 문화 활동
방송·텔레비전 및 기타 홍보·문화 활동이 이에 속한다. 영국의 방송공사(BBC)가 이 범주에 드는데, 대한민국의 경우에는 예전에 한국방송공사를 필두로 공영 방송 체제를 취하였으므로 전형적인 사례에 속한다.

## 공기업의 경영 형태
공기업의 경영 형태는 여러 가지로 나눌 수 있겠지만, 공기업의 분류에서 언급했듯이 정부 부처의 형태를 지닌 공기업, 주식회사 형태의 공기업, 그리고 공사(公社)의 3가지 형태로 나누어 생각할 수가 있다.

### 정부 부처 형태를 지닌 공기업
이 형태의 공기업은 대한민국의 실정법에서 정부 기업이라고 부르고 있고, 이는 선·후진국을 통해 공기업이 취하는 가장 전통적인 패턴이다. 대한민국의 구 철도청(현 한국철도공사·국가철도공단)·우정사업본부·조달청 등이 순수한 형태의 정부 기업(국영 기업)이다. 따라서 이에 종사하는 직원은 기본적으로 공무원이고, 그 직장은 통칭 현업 관청(現業官廳)이 된다.
이는 가장 전통적인 경영 형태로서 다음과 같은 특성을 지닌다. 첫째 정치상의 제약을 받는다. 정부 기업은 국무 위원 또는 정부 위원을 장(長)으로 하는 정부의 부처·청의 형태로 운영되므로 최고 책임자의 교체(交替)가 잦고, 따라서 경영 정책의 일관성과 계속성을 기대하기 어렵다. 둘째 행정상 제약이 따른다. 흔히 과도적(過渡的)이고 중앙 집권적인 관리에 의해 개인적 창의성이 둔화되며, 능률적이며 탄력성 있는 경영이 저해된다. 셋째 인사상(人事上) 제약을 받는다. 즉 정부 기업의 직원은 공무원인 까닭에 그 임용·승진·보수 등은 일반 공무원과 다를 바가 없다. 넷째 재정상(財政上) 제약이 따른다. 정부 기업은 어느 나라를 막론하고 매년 국회의 의결을 얻어 확정된 예산 아래 운영되며, 그 수입의 일부 혹은 전액이 국고(國庫)로 납입, 혹은 일반 예산으로 전입(轉入)된다.
대한민국의 경우 정부 기업은 특별 회계를 마련하고 ‘기업 예산 회계법’의 제정으로 기업성(企業性)은 높아진 것이 사실이나, 예산의 이용(移用)·유용(流用) 등에 제한이 있으므로 시장 변동(市場變動)에 대응하는 신축성 있는 재무 활동(財務活動)이 어렵다.

### 주식회사 형태의 공기업
상법에 의해 설립된 주식회사로서 정부가 그 주식 전부 또는 일부를 소유하는 경우인데, 대한민국에서는 대부분 대주주(大株主)로서의 정부의 권한이 강화되어 있고 상법의 일부 규정의 적용이 배제된다.
대한민국의 경우에는 실정법상 정부 투자 기관과 정부 재투자 기관으로 나뉘는데, 전자는 정부가 납입 자본금의 5할 이상을 출자한 기업체로 공사의 형태가 일반적이다. 후자의 경우는 정부가 일정 지분을 소유하고 있는 공익 선도 사업체인데 임원인사권 등 정부의 감독권이 강하다.

### 공사
공사(公社)는 미·영·프랑스 등 국가에서 발달된 제도인데, 이는 시장 경제 원칙(민주성)과 능률주의(능률성)라는 2대 원칙의 절충안으로 생겨난 것이라 할 수 있다. 즉 정부 기업의 관료제화와 주식회사형의 복잡성을 피해서 운영의 독창성 내지 자주성을 살리고 공공성과 기업성을 조화시키는 데 목적이 있다. 그 특징은 다음과 같다.
- 특별법에 의하여 설치된다. 따라서 상법의 적용이 배제되므로 공사의 운영은 ‘정부 투자기관 관리 기본법’에 따라 이루어진다.
- 전액 정부 투자기관이다. 따라서 주식과 주주가 없다.
- 정부가 운영의 최종적 책임을 진다.
- 정부가 임명하는 임원이 회사를 운영한다.
- 독립된 법인격을 갖는다.
- 일반 행정 기관에 적용되는 예산 회계에 관한 법령의 적용을 받지 않으며, 독립 채산 제도에 따라 운영된다.
- 직원은 공무원이 아니다.
- 정책결정기관으로 이사회가 있으며 집행기관은 사장이다.

대한민국의 경우 2007년 폐지된 ‘정부 투자 기관 관리 기본법’의 적용을 받던 기업으로, 정부가 납입 자본금의 5할 이상을 출자한 기업체로 대부분 특별법에 근거하여 설립·운영되고 있다. 독립 채산제·기업·회계 원칙·자율적 운영 원칙에 따르지만, 경제기획원장관·주무부서 장관(투자 기관의 사무를 주관하는 중앙 행정 기관)·감사원의 감독을 받으며, 임원은 연한제로 정부가 인사권을 행사한다. 직원은 공무원이 아니나 겸직 일부 제한 등 신분상 일부 제한을 받는다. 1989년 1월 당시 공사의 수는 17개였다.

### 시장형 공기업
시장형 공기업은 정부투자기관관리기본법에 의해 자산 규모가 2조원 이상이고, 총 수입액중 자체 수입액이 85% 이상인 공기업을 말한다. 대한민국에는 한국가스공사, 한국석유공사, 한국전력공사, 한국지역난방공사, 인천국제공항공사, 한국공항공사, 부산항만공사, 인천항만공사가 시장형 공기업에 속한다.

## 단독제와 합의제
공기업의 경영 기능이 단일인(單一人)에 귀속하느냐 않느냐에 따라 단독제와 합의제로 구분한다. 정부 부처의 형태를 지닌 공기업은 흔히 단독제를 채택하고 있다. 일본의 전매 공사는 총재 밑에 보좌 기관으로서 부총재와 이사를 두고 있으며, ‘전매사업심의회’가 대장성(大藏省) 내에 자문 기관으로 설치되어 있다. 그러나 이 역시 부총재나 자문 기관은 의사결정 기관이 아니므로 총재 단독제의 경영 형태인 것이다.
독임제(獨任制, 단독제)와 합의제는 국가별로 차이가 있는데 대부분의 서구 국가는 후자를 취하고 있다. 대한민국은 ‘정부 투자 기관 관리 기본법’에 의하면 정부 투자 기관의 임원은 이사장·사장을 포함한 이사와 감사로 하며 임명제인데, 사장이 투자 기관을 대표하고 투자 기관의 업무를 총괄하며 경영성과에 대하여 책임을 진다고 규정되어 있으므로 독임제를 취하고 있다. 이사장은 이사장과 사장, 수인의 이사로 구성되는 심의·의결기관인 이사회의 의장이 된다.

### 합의제
합의제는 최고의사 결정 기관인 이사회 혹은 관리위원회가 설치되어 각 이사 또는 위원은 평등한 권한과 책임을 지며, 일체의 정책결정은 민주주의 다수결 원칙에 따라 결정한다. 영미계 각국에서 흔히 볼 수 있는 공기업의 운영형태이다.
TVA의 그것은 이사장 1인과 2명의 이사로 구성된 이사회이다. 이사장과 이사는 상호 평등한 권한과 책임을 지며 다수결에 의해 그 결의는 이루어진다. 표에서 보는 바와 같이 영국의 공기업 역시 거의 이러한 합의제를 취한다. 프랑스는 공기업의 경영을 원칙적으로 합의제로 통일하고 있다. 국유 철도(SNCF)는 경영 정책 결정 기관인 관리위원회(위원 20명)가 있어서 이들이 여객 및 화물의 운임·재정인사를 다루며, 기타 일체의 주요 업무를 의결·관장한다.
타이(泰國)에서도 합의제로 경영·운영되는 공기업이 많다. 타이의 국유 철도법은 ‘철도위원회’ 설치 및 그 권한과 직무를 국유 철도의 사업전반에 걸쳐 관리하는 데 있다고 명시하고 있고, 전화 공사 및 초자공사(硝子公社) 역시 위원화제도로 운영되는 합의제 경영방식을 취하고 있다.
| 구성별 공기업별 | 이사장 | 이 사 | ※BBC 방송공사 ※BOAC 해외항공공사 ※BEA 英國항공 |
| 석탄청          | 1      | 8∼11  | ※BBC 방송공사 ※BOAC 해외항공공사 ※BEA 英國항공 |
| BBC             | 1      | 8     | ※BBC 방송공사 ※BOAC 해외항공공사 ※BEA 英國항공 |
| BOAC            | 1      | 5∼11  | ※BBC 방송공사 ※BOAC 해외항공공사 ※BEA 英國항공 |
| BEA             | 1      | 5∼11  | ※BBC 방송공사 ※BOAC 해외항공공사 ※BEA 英國항공 |

## 공기업의 경영정책
공기업 운영에서 근본 문제의 하나는 경영의 자주성 확보에 있다. 이 자주성이란 (1) 정치상의 자주성, (2) 행정상 자주성, (3) 재정 및 인사면의 자주성을 가리키는데, 특히 재정의 자주성이 가장 근본적인 것은 두말할 나위도 없다. 독립 채산제(獨立採算制 : financial autonomy or self-contained finance)란 이 재정상의 자주성, 즉 국가재정 의존으로부터의 탈각(脫却)을 뜻한다.
독립 채산제는 (1) 수지적합(收支適合)의 원칙, (2) 자본의 자기 조달(自己調達), (3) 이익의 자기처분(自己處分)이 따라야만 비로소 가능하다. 즉 기업의 소요경비가 자체 수입에 의해 충당되어야 한다는 것이 그 첫째 조건이다. 그래야만 비로소 적정한 가격 요금이 결정된다. 이 원칙은 동시에 가격·요금결정의 정책 원리를 형성한다. 영국의 공기업은 그 국유화법에 따라 자체에 의한 수지 균형이 요구되어 있고, 미국의 TVA의 경우도 전력사업의 요금결정에는 수지적합의 원칙이 인정되어 있다. 대한민국의 ‘정부 투자 기관 관리 기본법’도 이와 같은 취지를 밝히고 있다. 다음 자본의 자기 조달은 공기업의 경우 장기 자본이나 추가 자본은 채권 발행으로써 투자시장(投資市場)으로부터 자체조달하고, 그 원리금을 각 연도의 영업수입에서 상환해가는 방식을 가리킨다. 영국의 운수채권·전기채권·가스채권은 주무장관과 재무성(財務省)의 승인 아래 발행된다. 이 경우 재무성은 지급보증(支給保證)을 하는 것이 통례로 되어 있다.
대한민국 역시 기업예산회계법이 정부 기업의 채권 발행을 허용(국채·자금차입 따위)하고 있고, 정부 투자 기관의 경우는 사채(社債) 발행으로 자금조달이 인정되기도 한다. 끝으로 이익금의 자기처분이란 수익금을 국고에 넣지 않고 자체 목적을 위해 자주적으로 처분하는 원칙을 말한다. 재정상의 자주성이 인정되지 않는 정부 부처 형태의 공기업의 경우는 기업의 결손을 국고부담으로 하는 대신 그 수익은 전액 국고에 납부된다.

## 공기업의 요금정책
공기업의 요금 정책은 대체로 (1) 완전 경쟁형 산업, (2) 과점형(寡占形) 산업, (3) 자연 독점형 산업, (4) 개발형 산업, (5) 사양형(斜陽型) 산업으로 나눌 수가 있는데 그 중 (1), (2)의 형을 살펴본다.

### 완전경쟁형 산업
동일산업에 절대다수 기업이 존재하고, 평균 코스트 곡선이 U자형이어서 수요의 가격탄력성(價格彈力性)이 큰 산업의 경우이다. 이러한 산업에서 공기업과 사기업이 병존하는 경우 또는 모든 기업이 공기업인 경우는 공기업의 가격결정기준이 사기업의 그것과 다를 필요가 없다. 경쟁에 의해 자동적으로 정해지는 가격이 경제능률상 바람직하며 공공성 요청에도 합치된다고 하겠다.

### 과점형 산업
소수의 독점력을 지니는 기업으로 구성되는 과점형 산업에 공기업이 존재하는 경우인데, 이러한 종류의 산업이 전적으로 사기업으로 구성될 때는 기업 간의 협정 내지는 묵계의 양해에 의해 가격경쟁이 일부 제한되며, 가격지도제 등이 채택되는 경우가 많다. 프랑스 자동차 산업의 ‘루노’를 위시해서 유럽에서는 공기업이 과점적 산업 내에 존재하는 예가 적지 않다. 이러한 산업에서의 공기업의 가격정책은(1) 산출량을 평균코스트의 최저수준이 되는 점까지 증대시키고, (2) 한계코스트=평균코스트에 가장 가깝도록 가격을 정한다.

## 같이 보기
- 기업
- 법인
- 시장형 공기업
- 준시장형 공기업
- 준정부기관
- 기타공공기관
- 국영 항공사